# Giovanni Sigismondo Vasa

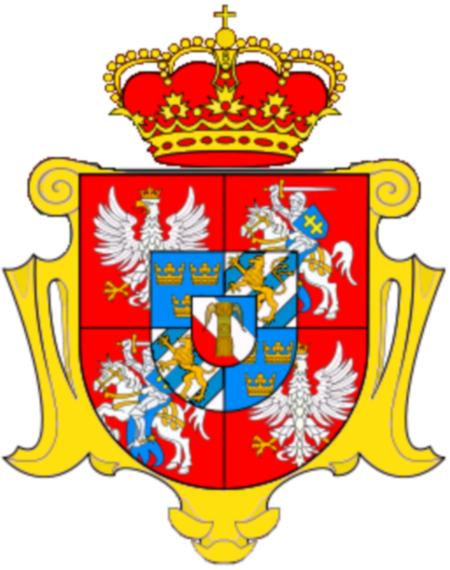
Stemma Casato di Vasa (Polonia)

Giovanni Sigismondo Vasa (in polacco Jan Zygmunt Waza; Varsavia, 6 gennaio 1652 – Varsavia, 20 febbraio 1652) è stato un principe polacco. Era il figlio di Re Giovanni II Casimiro di Polonia e Maria Luisa di Gonzaga-Nevers.

## Biografia
I suoi genitori, felici per la nascita di un erede, avevano fatto voto che quando il bambino fosse nato, avrebbe trascorso due anni come novizio dell'Ordine dei Carmelitani Scalzi. Tuttavia, sfortunatamente per loro, il bambino morì all'età di due mesi. Ciò gettò i suoi genitori in una profonda disperazione, dato che avevano analogamente perso una figlia, Maria Anna Teresa, alcuni mesi prima della nascita di Giovanni. Come si addice al figlio di un re polacco, fu sepolto nella Cripta Vasa, al Castello del Wawel nella Tomba dei Re.
Secondo le fonti contemporanee, sebbene il suo nome fosse Carlo Luigi (Karol Ludwik), sulla sua bara il suo nome fu iscritto come Jan Zygmunt (Giovanni Sigismondo).

## Ascendenza
|                                 |                         |                         | Genitori               |  |  | Nonni |  |  | Bisnonni               |  |  | Trisnonni           |  |
|                                 |                         |                         |                        |  |  |       |  |  | Giovanni III di Svezia |  |  | Gustavo I di Svezia |  |
|                                 |                         |                         |                        |  |  |       |  |  | Giovanni III di Svezia |  |  | Gustavo I di Svezia |  |
|                                 |                         | Margherita Leijonhufvud |                        |  |  |       |  |  | Giovanni III di Svezia |  |  |                     |  |
| Sigismondo I Jagellone          |                         |                         |                        |  |  |       |  |  | Giovanni III di Svezia |  |  |                     |  |
|                                 |                         | Caterina Jagellona      | Sigismondo I Jagellone |  |  |       |  |  |                        |  |  |                     |  |
|                                 |                         | Caterina Jagellona      | Sigismondo I Jagellone |  |  |       |  |  |                        |  |  |                     |  |
|                                 |                         | Caterina Jagellona      | Bona Sforza            |  |  |       |  |  |                        |  |  |                     |  |
| Giovanni II Casimiro di Polonia |                         | Caterina Jagellona      |                        |  |  |       |  |  |                        |  |  |                     |  |
|                                 |                         | Carlo II d'Austria      | Ferdinando I d'Asburgo |  |  |       |  |  |                        |  |  |                     |  |
|                                 |                         | Carlo II d'Austria      | Ferdinando I d'Asburgo |  |  |       |  |  |                        |  |  |                     |  |
|                                 |                         | Carlo II d'Austria      | Anna Jagellone         |  |  |       |  |  |                        |  |  |                     |  |
| Costanza d'Asburgo              |                         | Carlo II d'Austria      |                        |  |  |       |  |  |                        |  |  |                     |  |
|                                 |                         | Maria Anna di Baviera   | Alberto V di Baviera   |  |  |       |  |  |                        |  |  |                     |  |
|                                 |                         | Maria Anna di Baviera   | Alberto V di Baviera   |  |  |       |  |  |                        |  |  |                     |  |
|                                 |                         | Maria Anna di Baviera   | Anna d'Asburgo         |  |  |       |  |  |                        |  |  |                     |  |
| Giovanni Sigismondo Vasa        |                         | Maria Anna di Baviera   |                        |  |  |       |  |  |                        |  |  |                     |  |
|                                 | Ludovico Gonzaga-Nevers | Federico II Gonzaga     |                        |  |  |       |  |  |                        |  |  |                     |  |
|                                 | Ludovico Gonzaga-Nevers | Federico II Gonzaga     |                        |  |  |       |  |  |                        |  |  |                     |  |
|                                 | Ludovico Gonzaga-Nevers | Margherita Paleologa    |                        |  |  |       |  |  |                        |  |  |                     |  |
| Carlo I di Gonzaga-Nevers       | Ludovico Gonzaga-Nevers |                         |                        |  |  |       |  |  |                        |  |  |                     |  |
|                                 |                         | Enrichetta di Nevers    | Francesco I di Nevers  |  |  |       |  |  |                        |  |  |                     |  |
|                                 |                         | Enrichetta di Nevers    | Francesco I di Nevers  |  |  |       |  |  |                        |  |  |                     |  |
|                                 |                         | Enrichetta di Nevers    | Margherita di Vendôme  |  |  |       |  |  |                        |  |  |                     |  |
| Maria Luisa di Gonzaga-Nevers   |                         | Enrichetta di Nevers    |                        |  |  |       |  |  |                        |  |  |                     |  |
|                                 |                         | Carlo di Guisa          | Francesco I di Guisa   |  |  |       |  |  |                        |  |  |                     |  |
|                                 |                         | Carlo di Guisa          | Francesco I di Guisa   |  |  |       |  |  |                        |  |  |                     |  |
|                                 |                         | Carlo di Guisa          | Anna d'Este            |  |  |       |  |  |                        |  |  |                     |  |
| Caterina di Lorena              |                         | Carlo di Guisa          |                        |  |  |       |  |  |                        |  |  |                     |  |
|                                 |                         | Enrichetta di Savoia    | Francesco I di Guisa   |  |  |       |  |  |                        |  |  |                     |  |
|                                 |                         | Enrichetta di Savoia    | Francesco I di Guisa   |  |  |       |  |  |                        |  |  |                     |  |
|                                 |                         | Enrichetta di Savoia    | Anna d'Este            |  |  |       |  |  |                        |  |  |                     |  |
|                                 |                         | Enrichetta di Savoia    |                        |  |  |       |  |  |                        |  |  |                     |  |